# Joseph Karl Stieler
Joseph Karl Stieler, född den 1 november 1781 i Mainz, död den 9 april 1858 i München, var en målare, far till poeten Karl Stieler .

## Liv och verksamhet

### Uppväxt och utbildning
Stieler kom från en familj som sysslat med gravering i generationer. Hans far August Friedrich Stieler var hovmedaljör vid hovet i Mainz. Joseph Stieler fick redan som ung utbildning i teckning och uppmärksammades vid hovet för sin talang för miniatyrtavlor. 1798 reste han till Würzburg för att lära sig att måla i olja av konstnären Christoph Fesel och fortsatte sedan till Wien där han blev antagen till Akademie der bildenden Künste Wien som elev åt Heinrich Füger. Det klassiska ideal som Füger förespråkade inom konsten tillägnade sig Stieler fullständigt. Stieler fick kopiera verk av Tizian och van Dyck. Han hade redan då drabbats av en ögoninflammation som gjorde att hans ögon inte orkade med det ansträngande arbetet med miniatyrmålning. Under tiden i Wien lärde han känna många av samtidens mest berömda inom konst och litteratur.

### Karriär
Efter fem år i Wien lämnade han staden med ett rekommendationsbrev för att resa till Sankt Petersburg där han trodde att en porträttmålare skulle kunna få beställningar. Då hade krig mellan Frankrike och Ryssland brutit och som fransk medborgare (hemort Mainz) kunde han inte få ut något pass. Hans resa slutade i Polen men den polska aristokratin hade fått höra om honom och han fick flera beställningar i Warszawa och Krakow. I november 1806 befann han sig i Warszawa för att invänta Napoleons ankomst; vid den här tiden målade den då 25-årige konstnären sitt självporträtt där han är klädd i en grön kappa slängd över högra axeln och med en vit halsduk runt halsen.
Stieler återvände sedan till Wien, München och andra tyska städer för att besöka gallerier och konstverkstäder samt höra musik och besöka teaterar. I Wien lärde han känna Beethoven. I Schweiz fotvandrade han i bergen och träffade den franska konstnären Elisabeth Vigée-Lebrun. I Paris besökte han Musée Napoléon där han kopierade många kända verk. I Paris lärde han också känna franska konstnärer som David, Girodet-Trioson och han blev särskilt inspirerad av Gérard. I Paris stannade han i två år innan han i november 1809 reste till Italien. I Milano blev han presenterad för vicedrottning Augusta av Bayern som gav honom i uppdrag att måla henne och hennes barn. Efter ett halvårslångt uppehåll i Milano fortsatte Stieler till Rom och Neapel där han bland annat målade på beställning av kungen av Neapel, Joachim Murat.
1812 blev han ombedd att komma till München av kungen av Bayern, Maximilian I Joseph för att måla samtliga medlemmar av den kungliga familjen. Stieler målade bland annat en tavla med de tre prinsessorna Ludovika, Maria Anna och Sofia. Ytterligare beställningar följde, bland annat ett ryttarporträtt av prins Karl Theodor. 1816 reste Stieler till Wien för att måla av den tysk-romerske kejsaren Frans II och hans hustru Karolina Augusta. I Wien hade han tillfälle att måla en rad porträtt av den österrikiska aristokratin men även (1819) det kända porträttet av Beethoven. Under tiden i Wien gifte han sig med ryskan Pauline Becker.
1820 återvände han till München för att måla ett helporträtt av kung Maximilian i full ornat, ett porträtt som väckte beundran för sina detaljer och som senare fick sin plats i konstmuseet Pinakotheket i Wien. Som ett erkännande utnämndes Stieler till hovmålare. Från den här tiden gjorde Stieler en stor mängd målningar av österrikiska offentliga personer som statsmän, officerare, akademiker, konstnärer samt förmögna kvinnor. Av dessa kan nämnas ett porträtt av kronprins Ludvig i uniform, hertig Eugen av Leuchtenberg klädd i mantel och med ett landskap i bakgrunden samt porträtt av hertigens hustru Augusta med deras barn. Från den här tiden kommer också Stielers porträtt av kronprins Oscar
Stieler stod på höjden av sin berömmelse under 1820-talet. Hans smakfulla och eleganta iscensättningar, de klara färgerna och förmågan att idealisera de avbildade gjorde att aristokrater från många länder ville bli avporträtterade av honom. Kronprins Ludvig hade blivit kung och lät 1826 Stieler avporträttera sig själv i kröningsmantel och med insignier på ett bord, en bild som kom att bli mycket populär när den spreds i massupplaga. 1828 skickade kung Ludvig Stieler till Weimar för att måla ett porträtt av Goethe. Porträttet avbildar Goethe vid ett bord med manuskriptet till Faust i handen. Efter att ha besökt Dresden och Berlin återvände han till München där han, understödd av kung Ludvig, var överhopad med arbete. I studion hade han hjälp av elever som Josef Bernhardt, Gottlieb Bodmer, sin nevö Friedrich Dürck och senare sin äldste son Max.

### Senare verksamhet

#### Stil
Stieler hade sedan länge vant sig vid att lägga stor vikt vid små detaljer och detta kom han att använda när han nu började intressera sig för lyriska landskapsbilder, detaljstudier av byggnader eller känslosamma målningar av personer med uppdiktade förlagor, exempelvis Barnen som ber vid sin mors grav (1831) eller Det sovande barnet som av sin skyddsängel skyddas från ormbett. Också när det gällde porträttmålningar eftersträvade Stieler känslosamhet, något som återfinns i porträtt av hertig Maximilian med sin hustru eller porträtt av prinsessorna Marie och Sofia som blickar ut över Tegernsee med Alperna i bakgrunden.

#### Uppdrag

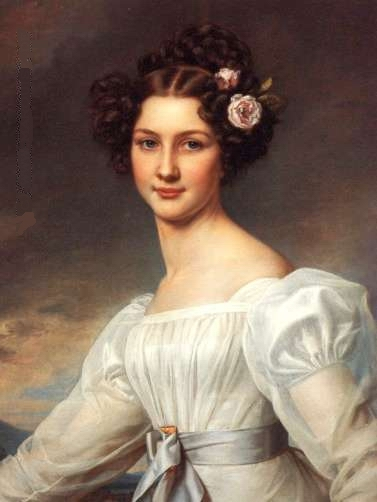
Bland kvinnorna som Stieler målade för kung Ludvigs Schönheitengalerie finns Auguste Strobl, en ung dam som Ludvig fattat tycke för.

I slottet i Nymphenburg hade Ludvig skapat ett Schönheitengalerie med porträtt av vackra kvinnor och Stielers uppdrag som hovmålare var att måla dessa porträtt. Samtidigt fick han också uppdrag från andra hov. 1829 färdigställde han ett porträtt på kejsarinnan av Brasilien, Amalia av Leuchtenberg. 1830 blev han inbjuden till Regensburg för att måla hela den furstliga familjen Thurn und Taxis. 1832 var han åter i Wien för att måla medlemmar av aristokratin, däribland Sofia av Bayern med familj samt Gustav Gustavsson av Wasa. Tillbaka i München målade han porträtt av Mathilde av Bayern, gift med Ludvig III av Hessen-Darmstadt, prinsessan Caroline av Österrike, gift med Fredrik August II av Sachsen. 1837 målade Stieler ett porträtt av kungen av Grekland, Otto I, samt dennes hustru, Amalia av Oldenburg. 1838 var Stieler åter i Dresden där han inte bara porträtterade kungen och drottning av Sachsen, prinsessan Amalia Augusta, utan även diktaren Ludwig Tieck. Av hänsyn till sin familj och problem med synen var Stieler tvungen att tacka nej till en inbjudan från den ryske tsaren Nikolaj I att komma till Sankt Petersburg för att måla av hela den ryska kungliga familjen. Istället målade han Maximilian av Leuchtenberg i rysk uniform, dennes hustru Maria Nikolajevna och parets dotter.
På hösten 1839 hade Stieler tillfälle att resa till Venedig för att studera de gamla mästarna. 1840 var han åter i Regensburg för att måla och följande år målade han ett helporträtt av den då elvaårige Ferdinand Maximilian, senare kejsare av Mexiko. 1843 var han i Berlin för att måla Fredrik Vilhelm IV av Preussen och dennes hustru Elisabeth Ludovika. I Berlin målade han också den tyske naturvetenskapsmannen Alexander von Humboldt. Tillbaka i München målade han bland andra verk till Ludvigs Schönheitengaleri: Katharina Botzaris, hovdam till Greklands drottning samt Maria av Preussen.
För att fira bröllopet mellan Elisabeth och kronprins Frans Josef 1854 ville kung Ludvig ha ett helporträtt med alla hennes syskon som en gåva till bruden. Stieler målade syskonskaran på en balkong med utsikt över en sjö i bakgrunden. Tre av syskon är klädda för promenad, två av dem leker och två syskon sysselsätter sig med en papegoja. Därefter drog sig Stieler tillbaka från måleriet, umgicks med familjen och bodde i sitt sommarhus vid Tegernsee. Han dog i lunginflammation 1858. Stieler är representerad vid bland annat Nationalmuseum i Stockholm.

## Målningar som nämns i artikeln

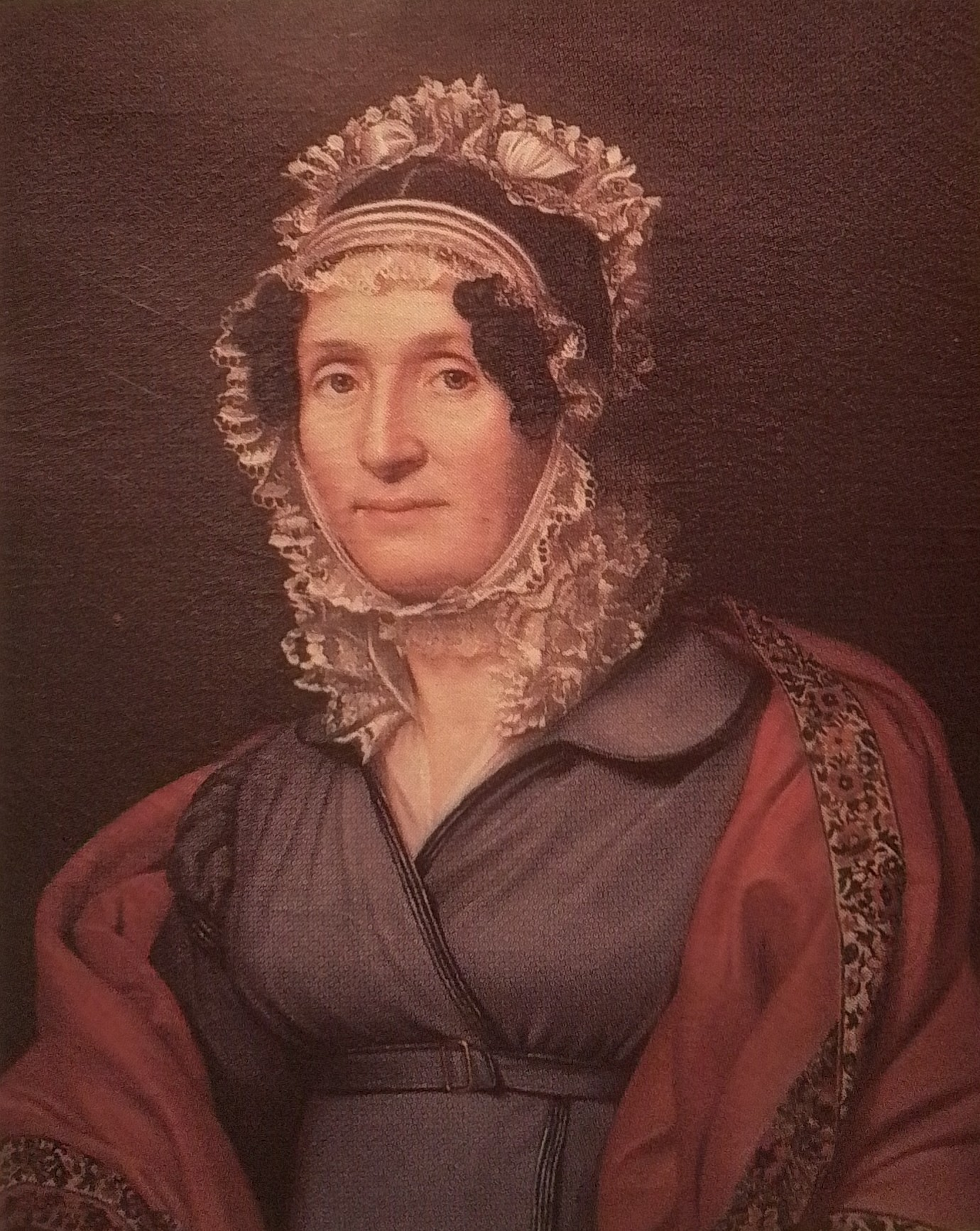
Letizia Bonaparte, 1811
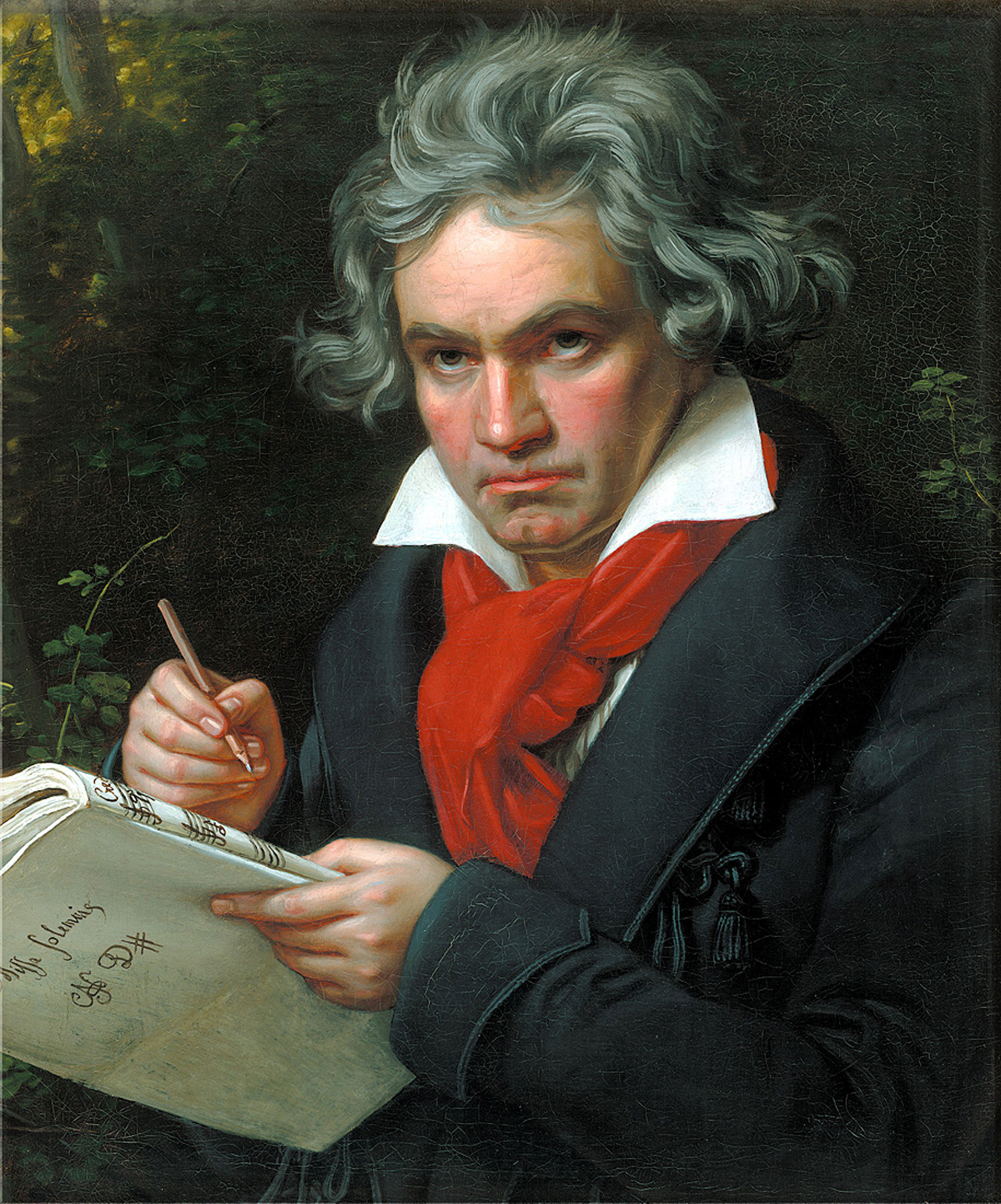
Ludwig van Beethoven, 1819
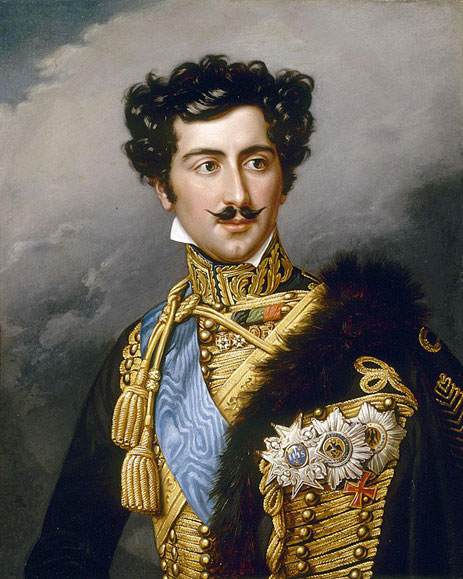
Kronprins Oscar, 1821
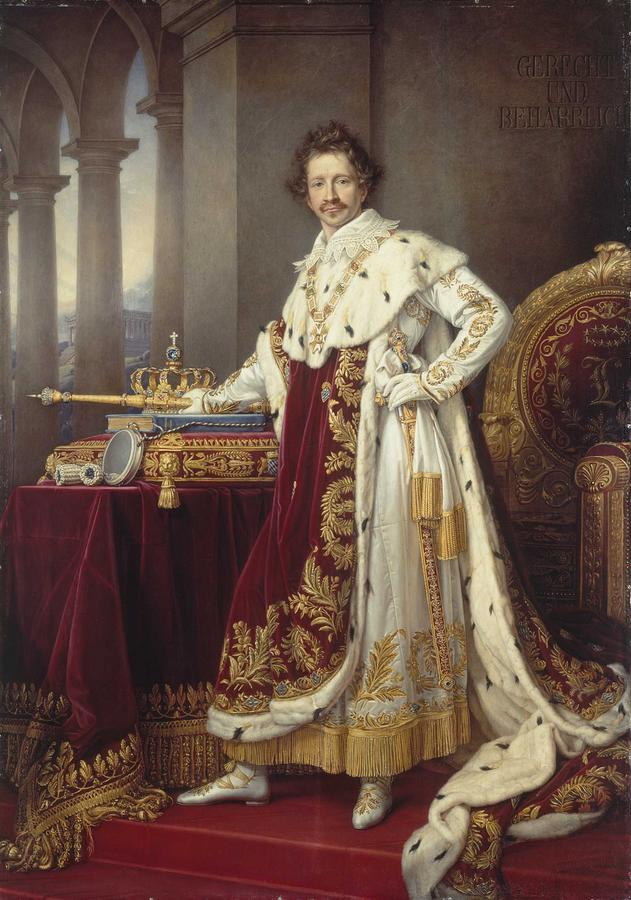
Ludvig I av Bayern, 1826
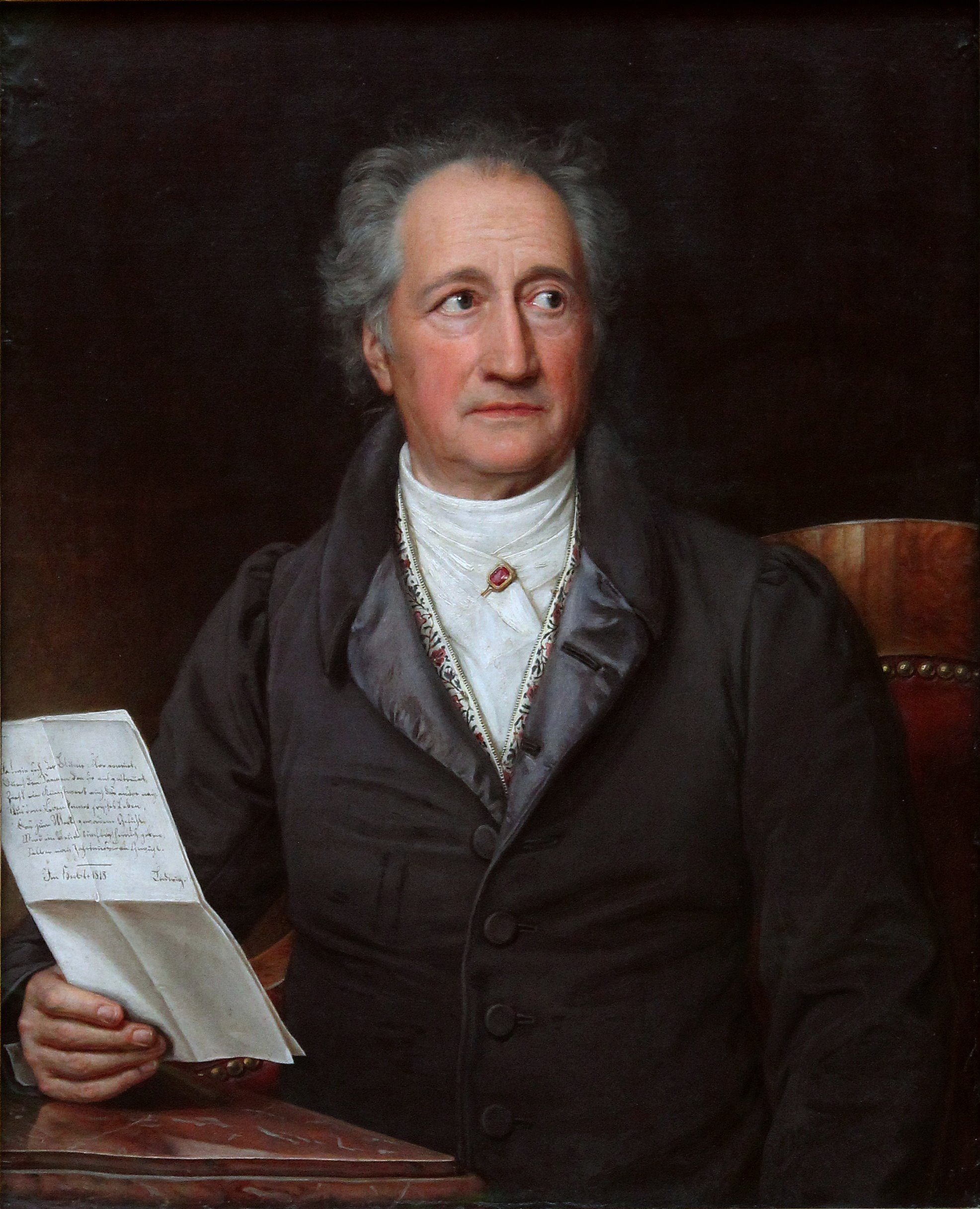
Goethe, 1828
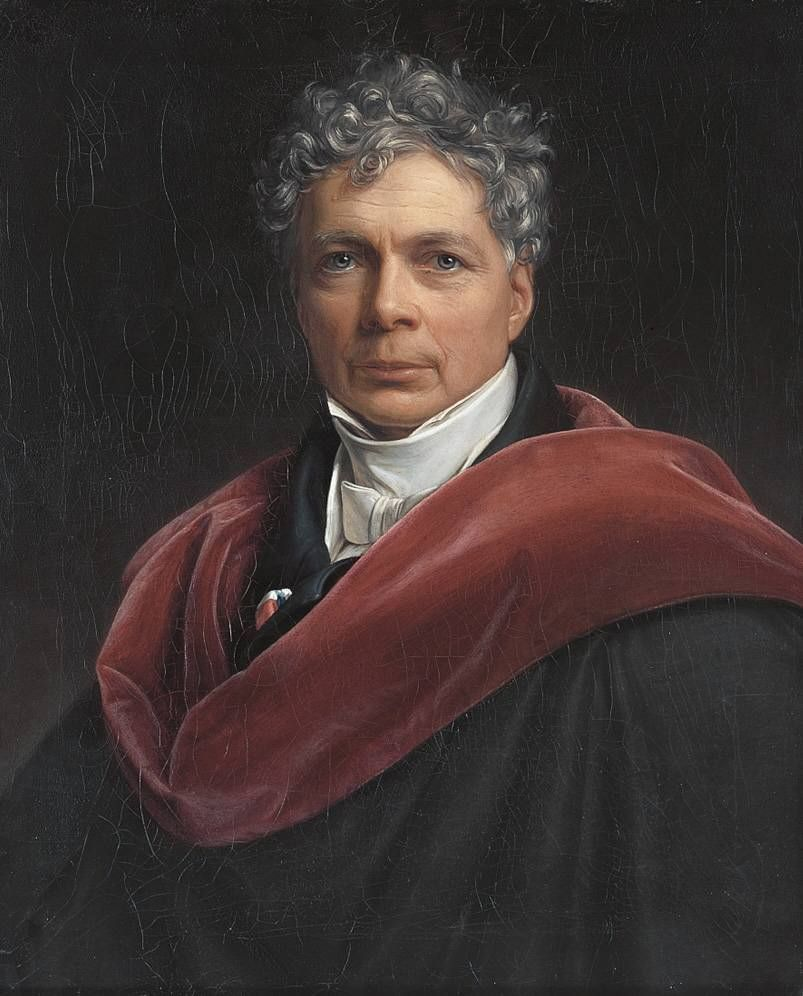
Friedrich von Schelling, 1833
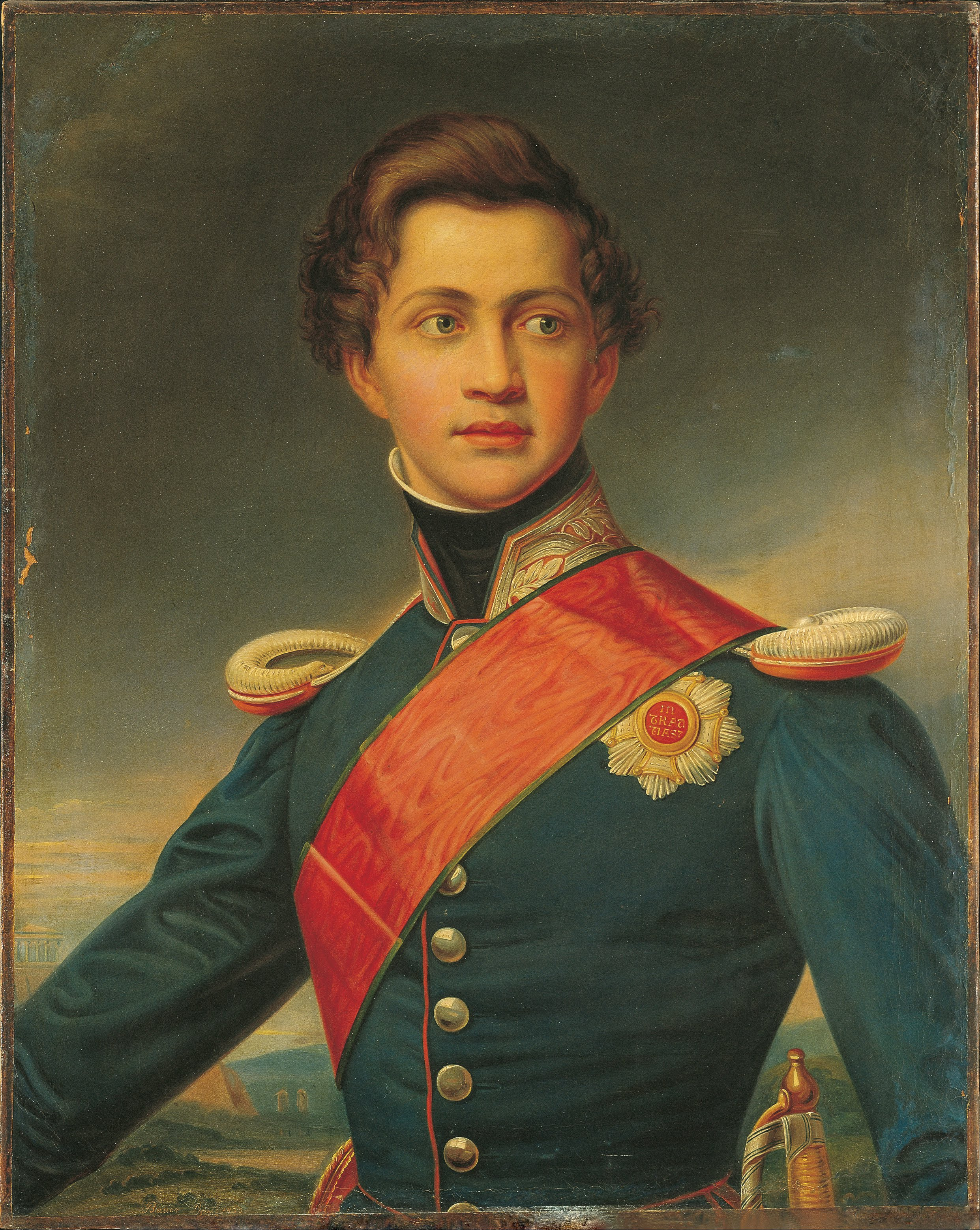
Otto I av Grekland, 1837
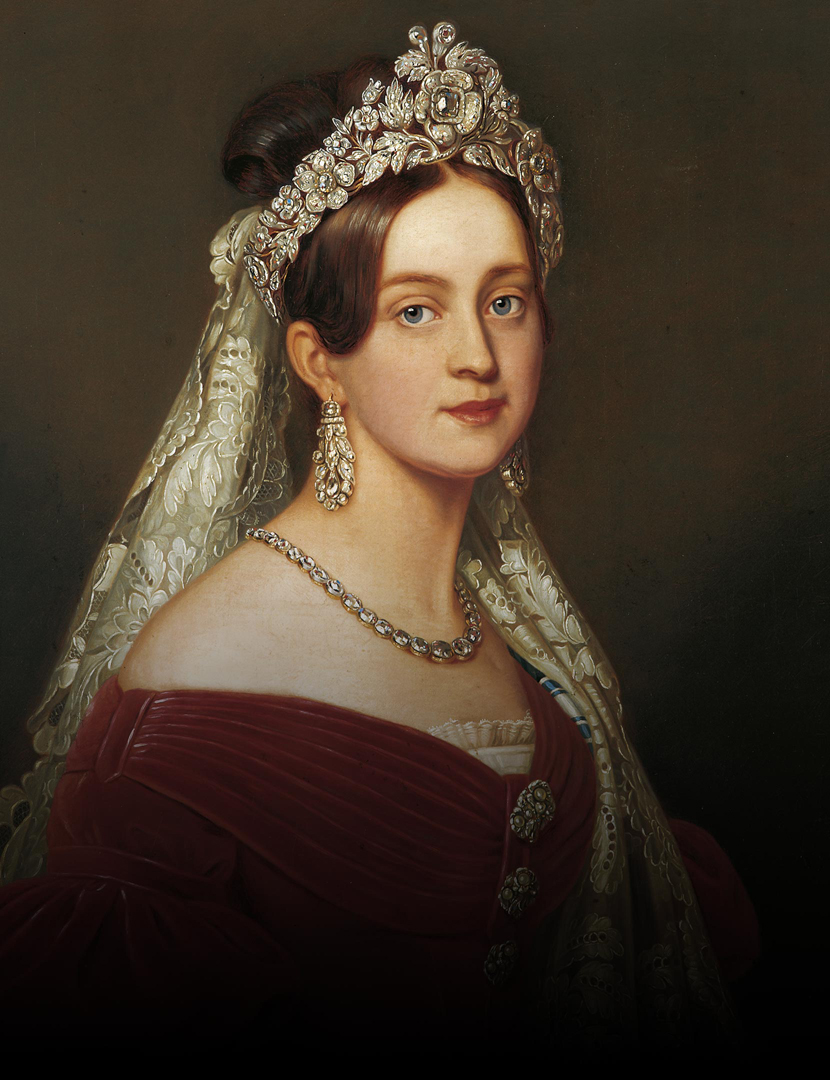
Amalia av Oldenburg, 1837
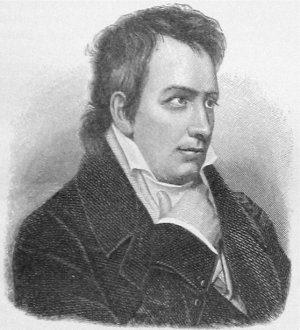
Ludwig Tieck, 1838
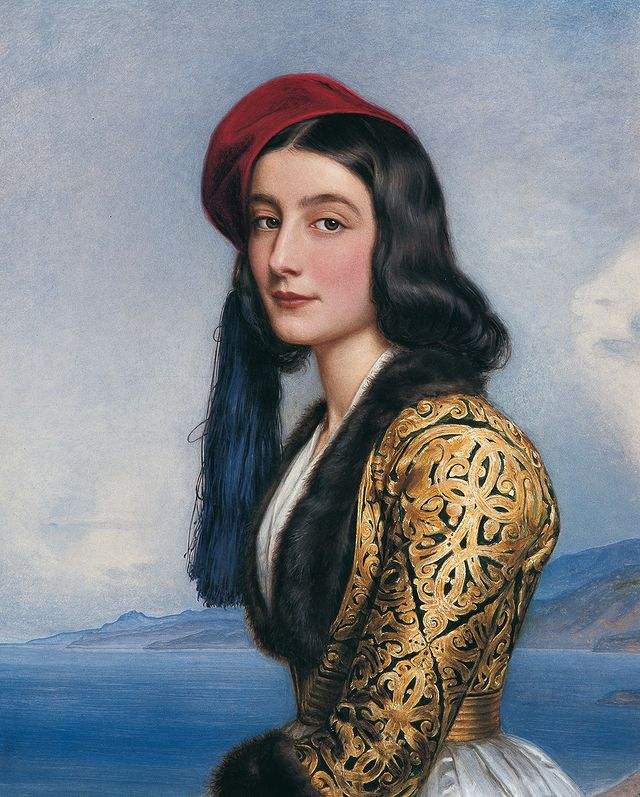
Katharina Botzaris, 1841
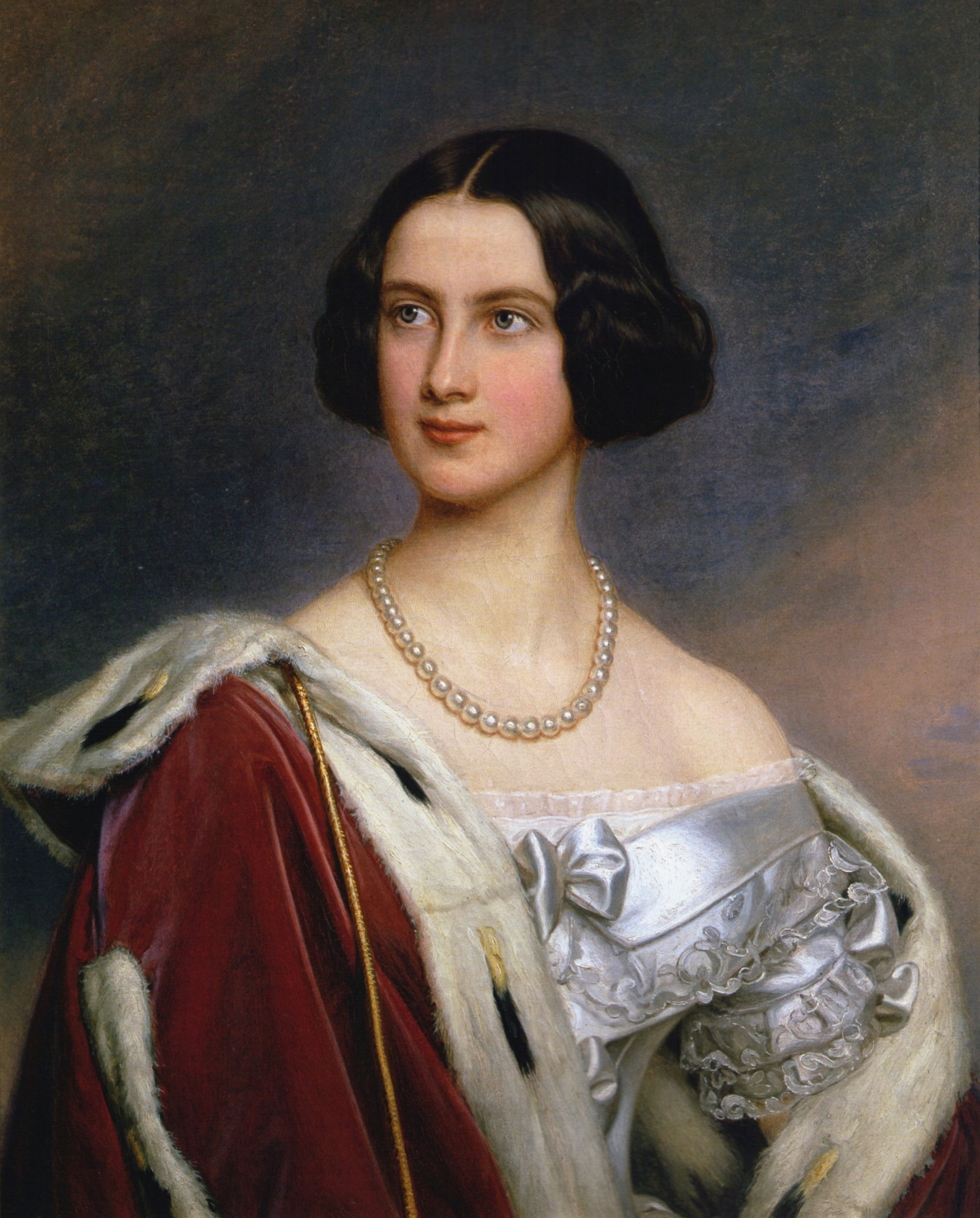
Maria av Preussen, 1843
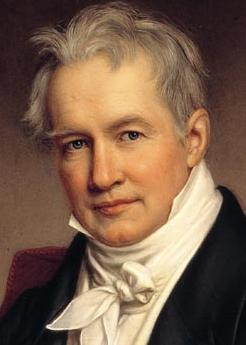
Alexander von Humboldt, 1843
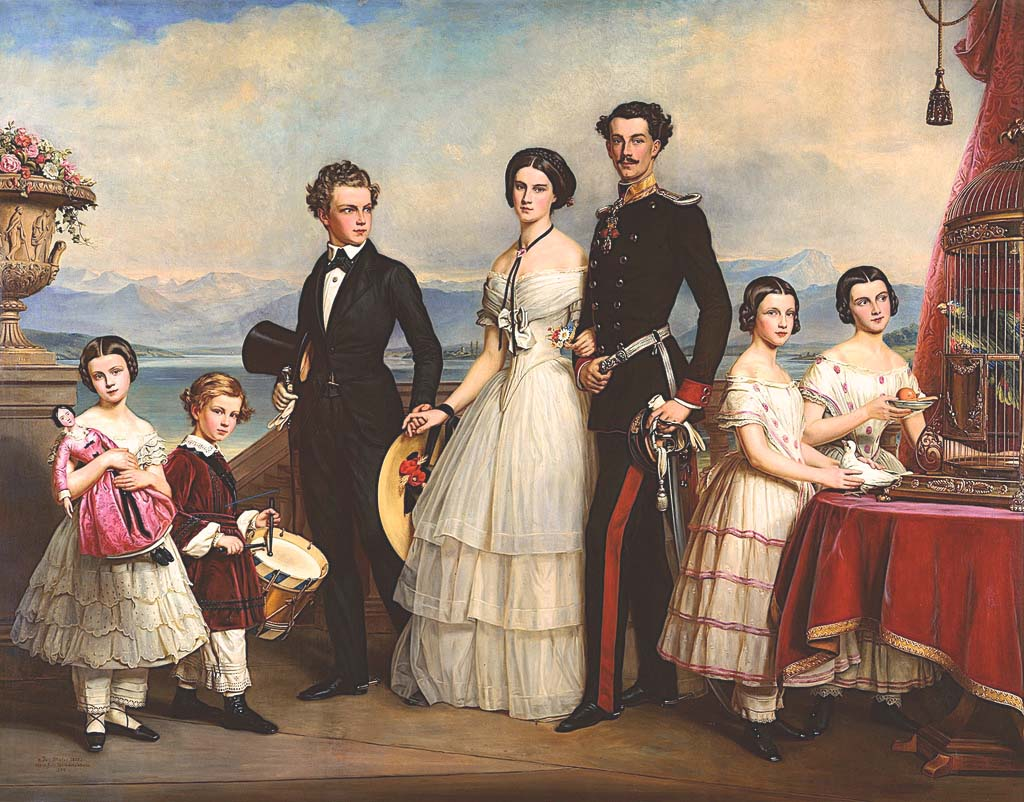
Elisabeth av Österrike-Ungerns syskon, 1853 eller 1854